# Yarelis Barrios
Yarelis Barrios, född 12 juli 1983, Pinar del Río, Kuba är en kubansk friidrottare som tävlar i grenen diskus.
Efter att tidigare under året segrat i panamerikanska spelen noterade hon vid VM i Osaka 2007 nytt personligt rekord i finalen då hon kastade 63,9 vilket räckte till en bronsmedalj. I efterhand uppgraderades placeringen till en silvermedalj sedan Darja Pisjtjalnikova diskvalificerats för dopning.
Under 2008 förbättrade hon sitt personliga rekord till 66,13. Hon deltog även vid Olympiska sommarspelen 2008 där hennes 63,64 räckte till silver efter Stephanie Brown Trafton. Hon avslutade året med att vinna IAAF World Athletics Final i Stuttgart med ett kast på 64,88.
Hon deltog vid VM 2009 i Berlin där hon kastade 65,31 vilket gav henne en silvermedalj. Hon avslutade friidrottsårtiondet med att vinna guld vid IAAF World Athletics Final 2009 efter ett kast på 65,86 meter.
Vid VM 2011 i Daegu blev det en bronsmedalj med ett kast på 65,73 meter.

## Personliga rekord
- Diskuskastning - 66,13 meter från 2008